# تولون (ایلینوی)
تولون، ایلینوی (به انگلیسی: Toulon, Illinois) یک شهر در ایالات متحده آمریکا با جمعیت ۱٬۲۹۲ نفر است که در ایلی‌نوی واقع شده‌است.

## موقعیت جغرافیایی
موقعیت جغرافیایی شهرها و مناطق اطراف به شرح زیر است: